# 唱好舞台 (系列)
《唱好舞台》為澳門廣播電視製作的歌唱綜藝節目系列，於澳門台播放。
第一作節目於2009年3月19日起至2009年7月8日止播放。

第二作節目於2010年4月1日起至2010年7月1日止播放。

第三作節目於2012年3月7日起播放。

### 第一作：唱好舞台
- 於2009年3月19日首播。

### 第二作：又唱好舞台
- 於2010年4月1日首播。

### 第三作：再3唱好舞台
- 於2012年3月7日首播。

## 外部連結
再3唱好舞台 官方網頁

FACEBOOK粉絲專頁